# Sphaerotilus natans
Sphaerotilus natans – wodna bakteria wchodząca w skład peryfitonu w zanieczyszczonych wodach. Tworzy formy kolonijne znane jako „grzyb ściekowy”, lecz później zaklasyfikowano ją do tworzących cienkie włókna bakterii pochewkowych.

## Morfologia
Proste lub delikatnie pokrzywione włókna o średnicy 1,5 µm oraz długości od 100 do 500 µm powstają z pałeczkowatych komórek tworzących septy. Część bazalna na jednym końcu włókna umożliwia przytwierdzenie do stałej powierzchni. Tworzone przez  S. natans pochewki zapewniają sporą ochronę przed drapieżnikami oraz zdolność do kotwiczenia się w strumieniu wody; co zapewnia dostęp do pożywienia. Samodzielne dojrzałe komórki wypełzają poza kołnierzyk ochronny, by zasiedlać nowe obszary. Każda ruchliwa, dojrzała komórka posiada kilka splecionych wici, które wyglądem przypominają pojedynczą. Powstała w ten sposób wić składa się z długiego filamentu, z krótkim haczykiem i ciałkiem podstawowym, lecz mimo małych rozmiarów owe struktury można rozróżnić w mikroskopie elektronowym od 10 do 30 pasm o średnicach odpowiednio od 12,5 do 16 nm. S. natans magazynuje zapasy wewnątrz komórki w formie poli-β-hydroksymaślanu jako kuleczki dochodzące ilością do 30 lub 40% suchej masy kolonii. W barwieniu metodą Grama wynik jest ujemny.

## Nisza ekologiczna
S. natans wymaga rozpuszczonych cukrów prostych lub kwasów organicznych stanowiących źródło pożywienia, lecz jednocześnie potrzebuje mniej fosforu niż wiele innych organizmów z nim konkurujących. Jest też odporny na niskie stężenie tlenu. Zdolność S. natans do składowania w komórkach siarki cząsteczkowej w obecności siarkowodoru skłania naukowców do wykorzystania S. natans jako bioremediatora. S. natans wymaga jeszcze dodatkowo kobalaminy lub metioniny w śladowych ilościach. Włókna S. natans mogą pomagać w tworzeniu biofilmów peryfitonowych, które wychwytują drobiny oraz stabilizują kolonie innych organizmów, takich jak Klebsiella i Pseudomonas.

## Znaczenie
Sphaerotilus natans jest często kojarzony ze szlamem, osłabiającym oddzielanie ciał stałych od osadu czynnego w oczyszczalniach drugiego stopnia. Metalowe powierzchnie pokryte przez S. natans mogą ulegać przyspieszonej korozji, jeśli szlam wytworzy barierę różnicującą stężenie tlenu. Szlamy zawierające S. natans mogą obniżać jakość papieru wytwarzanego w młynach papierniczych używających strumienia recyrkulowanej wody. W Makrofitowym Indeksie Rzecznym obecność kolonii tego gatunku (wraz z pozostałymi tzw. grzybami ściekowymi) jest uznawana za wskaźnik skrajnie silnego zanieczyszczenia wód płynących (wartość L=1). 